# Antonio García Veas
Antonio García de Veas (Arcos de la Frontera, 2 de marzo de 1783 - El Puerto de Santa María, 1849) fue un auditor general del Ejército español.

## Biografía
Estudió en las Universidades de Sevilla y Granada desde 1801. Durante la Guerra de Independencia Española fue Antonio García de Veas, «"hombre de selecta cultura, que desde una Cátedra de la Universidad de Granada corrió á batirse con el invasor».
Durante la lucha lideró una partida guerrillera. La Gaceta de la Regencia de España e Indias del 14 de febrero de 1811 informa que el 4 de febrero llegó a Algeciras «él comandante de partida D.Antonio de García Veas con 17 prisioneras franceses hechos en los pinares de Chiclana. No hace mucho que entró en Urrera con 111 de los suyos y degolló á 4 franceses cuyo comandante huyó disfrazado al campo. Otras refriegas ha tenido anteriormente con los enemigos en Montellano, Puerto Serrano, Tempul, Paterna y en las campiñas de Arcos y Xerez que recorre de continuo, interceptando correos e infestando de todos modos la retaguardia del exército francés que ocupa los puertos».
Para 1820 actuaba ya como auditor, ya que fue responsable de negar la libertad a Juan Bautista Túpac Amaru, quien la solicitara en el marco de la libertad para los americanos presos por opiniones políticas decretada por las Cortes.
La Guía de forasteros en Madrid de 1839 informaba que en ese año integraba el Tribunal Especial de las Órdenes.